# Pagan’s Motorcycle Club
Pagan’s Motorcycle Club, (engl. für Heidnischer Motorradclub) auch The Pagans oder Pagan MC genannt, ist ein amerikanischer Motorradclub, der zu den Outlaw Motorcycle Gangs gezählt wird. Sie wird von den Behörden als kriminelle Vereinigung eingestuft. Der Club wurde 1959 von Lou Dobkin in Prince George’s County, Maryland gegründet.  Der Club breitete sich bis 1965 rapide aus. Danach begann der Club, der ursprünglich blaue Jeansjacken trug und nur Motorräder der Marke Triumph Motorcycles fuhr, sich zu einem typischen Onepercenter-Motorradclub zu entwickeln.
The Pagans werden vom Federal Bureau of Investigation als kriminelle Vereinigung und als Outlaw-Motorradclub wahrgenommen. Es ist bekannt, dass sie in Gebietsstreitigkeiten mit ihren Rivalen von den Hells Angels und deren Supporterclubs verwickelt sind. Der Club besteht heute aus etwa 900 Mitgliedern in 44 Chaptern. Er ist derzeit in dreizehn US-Bundesstaaten aktiv: Delaware, Florida, Kentucky, Maryland, New Jersey, New York, North Carolina, Ohio, Pennsylvania, South Carolina, Michigan, Virginia und West Virginia.

## Geschichte
Der Club wurde 1959 in Prince George County, Maryland vom ersten Präsidenten Lou Dobkin gegründet. Zu Beginn trug der Club Denimjacken und fuhr Motorräder von Triumph Motorcycles. Zunächst bestand der Club lediglich aus 13 Mitgliedern. In den 1960ern gab sich der Club eine Satzung und kürte einen nationalen Präsidenten. Bis 1965 war der Club nicht gewalttätig, doch dann begann er sich mit La Cosa Nostra zu arrangieren. Unter Präsident John „Satan“ Marron begann die Gewaltbereitschaft zu steigen. Die Pagans breiteten sich vor allem durch die Übernahme kleinerer MCs aus.

## Organisation
Der Hauptclub hat keinen bestimmten Standort, befindet sich jedoch traditionell im Nordosten der Vereinigten Staaten. Die Organisationsspitze besteht aus 13 bis 18 Mitgliedern, die jeweils den größten Ortsgruppen („Chaptern“) von Philadelphia vorstehen. Ermittlungen der Polizei zufolge ist der Organisationsgrad in etwa so komplex und verschiedenartig wie bei den Hells Angels. Allerdings ist der Pagan MC von den vier größten Outlaw-Motorcycle-Gangs (OMG) der mit der größten Disziplin und der am besten strukturierte Club.
Mitglieder müssen männlich, über 21 Jahre alt und „Kaukasier“ sein. Vorgeschrieben ist der Besitz eines Motorrads aus amerikanischer Herstellung.

## Erkennungszeichen
Die Mitglieder tragen für gewöhnlich blaue Denimwesten („Cuts“ oder „Cutoffs“ genannt) mit Clubaufnähern vorne und auf dem Rücken. Der Aufnäher der Pagans MC stellt den nordischen Feuerriesen Surt dar, der auf der Sonne sitzend ein Schwert schwingt. Darüber befindet sich der Schriftzug Pagan’s (sic!) in den Farben rot, weiß und blau. Ungewöhnlich ist, dass nicht vorgeschrieben ist, dass das Chapter auf der Jeansjacke genannt werden muss. Einige Mitglieder tragen jedoch einen kleineren Aufnäher, die das Chapter signalisieren. Zu den üblichen Aufnähern gehören die „16“ (steht für den Buchstaben P=Pagan’s) und die beiden Clubmottos LPDP („Live Pagan’s, Die Pagan’s“, etwa: „Lebe als Pagan, sterbe als Pagan“) und PFFP („Pagan’s Forever, Forever Pagan’s“). Die Clubmitglieder tragen auf der Vorderseite oft Zeichen aus der Zeit des Nationalsozialismus oder der White-Power-Szene.

## Kriminelle Aktivitäten
Der Pagan MC ist in die Herstellung und das Schmuggeln verschiedener illegaler Drogen, unter anderem Methamphetamine, Marihuana, Kokain, Heroin und PCP verwickelt. Sie unterhalten auch Kontakte zur organisierten Kriminalität, besonders in New Jersey und Pennsylvania. Die Pagans benutzen oft kleinere Supporterclubs und Dealerbanden für den Drogenhandel. Weitere Straftaten, die von einzelnen Mitgliedern der Pagans verübt wurden, sind unter anderem Körperverletzung, Brandstiftung, Sprengstoffanschläge bis hin zu Mord.

### New Jersey
Am 17. Juli 1994 besuchten mindestens acht Pagans eine Wohltätigkeitsveranstaltung des Tri-County MC in Hackettstown, New Jersey. Sie versuchten dort andere OMG-Mitglieder anzuwerben. Dabei kam es zu einer Schlägerei, in deren Verlauf zwei Pagan-Mitglieder erschossen wurden. Zwei Tri-County-Mitglieder wurden schwer verletzt.

### New York/Pennsylvania
Am 23. Februar 2002 wurden 73 Pagans in Long Island, New York festgenommen, nachdem sie bei einer Motorrad- und Tattooausstellung namens Hellraiser Ball aufgetaucht waren. Die Pagans besuchten die Veranstaltung, um die dortigen Hells Angels zu konfrontieren. Es kam zu einer Massenschlägerei, in deren Verlauf ein Pagan erschossen wurde. Zwei Wochen später verübten Unbekannte einen Anschlag auf einen Tattooladen der Pagans in South Philadelphia, Pennsylvania 2005 erschossen die Pagans den Vizepräsidenten des Philadelphia-Charters.
Im September 2010 wurden neunzehn Mitglieder in Rocky Point, New York wegen Verschwörung zum Mord festgenommen. Angeklagt wurden die Mitglieder außerdem wegen Körperverletzung, Kokain- und Oxycodonhandel, Verabredung zur Erpressung und Verstößen gegen das Waffengesetz. Ziel des Mordanschlags wären vermutlich Mitglieder der Hells Angels in Hampstead gewesen. Vorher hatten Bundesbeamte des Bureau of Alcohol, Tobacco, Firearms and Explosives den Pagan MC infiltriert. Einer wäre sogar zum Sergeant-at-Arms (Sicherheitschef) ernannt worden, der zweithöchsten Hierarchiestufe im Chapter. Angeblich sollten für den Anschlag selbstgebastelte Handgranaten verwendet werden-
Im Juni 2011 wurde Dennis Katona, zu dieser Zeit nationaler Präsident des Pagan MCs, von der Pennsylvania State Police in Herminie in der Nähe von Pittsburgh verhaftet. Ihm wird Drogenbesitz und -handel vorgeworfen.

### Maryland
Ein Anführer der Pagans MCs wurde am 9. Mai 2007 festgenommen. Bei ihm wurden mehrere Handfeuerwaffen, Sprengstoff und 13 Gewehre sichergestellt, mit denen er Gewaltverbrechen verübt haben soll. Er wurde zu einer Haftstrafe von 30 Monaten verurteilt.
Am 6. Oktober 2009 wurde die Wohnung des nationalen Präsidenten David „Bart“ Barbeito in Myersville durchsucht. Er wurde wegen illegalen Waffenbesitzes festgenommen und erklärte sich im Juni 2010 des Waffenschmuggels für schuldig. Er wurde zu 30 Monaten Arrest verurteilt.

### Weitere Ermittlungen
2009 wurden insgesamt 55 Mitglieder und Verbündete der Pagans  aus West Virginia, Kentucky, Virginia, Pennsylvania, New York, New Jersey, Delaware and Florida verhaftet und unter dem RICO-Act angeklagt. Zu den Anklagepunkten gehören Kidnapping, Schmuggel, Räuberei, Erpressung und Verschwörung zum Mord. Viele der Angeklagten bekannten sich schuldig und wurden gegen die Zahlung kleinerer Geldbeträge oder kurzer Haftstrafen entlassen. Das Beweismaterial reichte nicht aus, um eine Verurteilung herbeizuführen. Thomas J. „Grumpy“ Morris, Ex-Präsident des Avengers MC, wurde der Verabredung zum Kidnapping für schuldig befunden und zu 28 Monaten Haft verurteilt.
Floyd „Jesse“ Moore, der ehemalige Vizepräsident des Pagan MCs, wurde am 25. Februar 2011 zu vier Jahren und 9 Monaten verurteilt. Er wurde des Waffenschmuggels für schuldig befunden. Außerdem soll er geplant haben, eine Frau zu töten.